# 肌肉嶺群島 (緬因州)
肌肉嶺群島（英語：Muscle Ridge Islands）是位於美國緬因州諾克斯縣的一個未組織地區。

## 地方資料
肌肉嶺群島的面積為128.65平方千米，當中陸地面積為2.45平方千米，而水域面積為126.20平方千米。根據2020年美國人口普查的數據，當地共有人口9人，而人口密度為每平方千米0.07人。